# Fédération des Indes occidentales
1958–1962
Entités précédentes :
- Barbade
- Jamaïque
- Trinité-et-Tobago
- Fédération des Îles-sous-le-Vent
- Fédération des Îles-du-Vent

Entités suivantes :
- Antigua-et-Barbuda
- Barbade
- Îles Caïmans
- Dominique
- Grenade
- Jamaïque
- Montserrat
- Saint Christopher-Nevis-Anguilla
- Sainte-Lucie
- Saint-Vincent-et-les-Grenadines
- Trinité-et-Tobago
- Îles Turques-et-Caïques

La fédération des Indes occidentales, ou fédération des Antilles (en anglais : West Indies Federation), est une éphémère fédération formée de colonies britanniques des Antilles, créée le 3 janvier 1958 et dissoute le 31 mai 1962.

## Géographie
La fédération des Indes occidentales se composait de 24 îles principales habitées et d'environ 220 à 230 îles mineures, certaines habitées, d'autres inhabitées, composées d'îles, d'îlots et de récifs. La plus grande île était la Jamaïque, située à l'extrême nord-ouest de la fédération. À l'extrémité sud-est se trouvait la deuxième plus grande île, Trinité, suivie par la Barbade (en termes de population), située à l'extrémité orientale de la fédération.
La fédération couvre les formations insulaires de la Caraïbe suivantes :
- les Grandes Antilles :
  - la Jamaïque
  - ses dépendances : les îles Caïmans et les Îles Turques-et-Caïques
- les Petites Antilles :
  - les îles sous le Vent : Antigua-et-Barbuda, Saint-Christophe-Niévès-Anguilla et Montserrat
  - les îles du Vent : Dominique, Sainte-Lucie, Saint-Vincent-et-les-Grenadines et Grenade
  - la Barbade, à l'est des îles du Vent
  - Trinité-et-Tobago

La fédération s'étend d'ouest en est, des îles Caïmans à la Barbade, sur quelque 2 425 km (1 310 milles marins), à travers environ 22 degrés de longitude, et des Îles Turques-et-Caïques au nord, au point Icacos à Trinité dans le sud sur 1 700 kilomètres (920 milles marins) et à travers 12 degrés de latitude. Cependant, l'essentiel de cette zone est couverte par la mer. Même si la fédération s'étendait sur une zone aussi vaste, la plupart de ses provinces étaient contiguës et regroupées de façon assez proches les unes des autres dans la Caraïbe orientale, à l'exception évidente de la Jamaïque, des îles Caïmans et des Îles Turques-et-Caïques.
La plupart des îles ont des intérieurs de montagne entouré par d'étroites plaines côtières. Les exceptions sont Anguilla, Antigua, Barbuda, les îles Caïmans, les Îles Turques-et-Caïques, qui sont toutes assez plates, et Trinité-et-Tobago qui possède une large gamme de montagne dans le nord et une petite chaîne de montagnes centrale à l'intérieur de l'autre île plate. Les étroites plaines côtières ainsi que le commerce historique sont les deux raisons principales pour lesquelles la quasi-totalité des établissements importants (villes et villages) de la fédération sont situés sur la côte. Les principales villes sont Kingston, Port-d'Espagne, Bridgetown, Spanish Town, Montego Bay, Mandeville, Castries, Roseau, Saint-George, Kingstown, Saint-John's, et Basseterre.
Le Royaume-Uni avait classé la fédération comme faisant partie de la région des territoires des Caraïbes et de l'Atlantique Nord (Caribbean and North Atlantic Territories) qui regroupaient d'autres possessions tels que les Bermudes. La fédération est aujourd'hui géographiquement considérée comme faisant partie du continent nord américain, comme l'ensemble de ses îles dans et autour des Caraïbes, même si Trinité se trouve juste au large de l'Amérique du Sud, sur le même plateau continental.

### Climat
Le climat dans toutes les îles est tropical, avec un temps chaud et humide, bien que les régions intérieures dans les grandes îles ont des climats plus tempérés. Les régions relevant de l'ombre pluviométrique (côtes sud de la Jamaïque et de Trinité et côtes orientales des Petites Antilles) sont relativement plus sèches. Il y a deux saisons par an : la saison sèche pour les six premiers mois de l'année, et la saison des pluies (aussi connue comme la saison des ouragans) dans la seconde moitié de l'année. Beaucoup de ces îles relèvent de la traditionnelle ceinture des ouragans, à l'exception de Trinité (même si elle rencontre parfois des ouragans de basses latitudes) et sont donc soumises à un risque éolien potentiel et des inondations.

## Histoire

### Les précédentes tentatives de fédération
La fédération des Indes occidentales n'est pas la première tentative de fédération des Antilles britanniques. L'histoire des tentatives précédentes de fédérations et syndicats explique en partie l'échec de la fédération de 1958. Les tentatives initiales de mise en place d'un gouvernement fédéral ne sont jamais allées jusqu'à essayer de couvrir la totalité des Antilles britanniques, mais étaient plus de portée régionale. Les précédents groupements régionaux sont la fédération des Îles-sous-le-Vent, la fédération des Îles-du-Vent, et les essais de groupement de la Jamaïque avec les colonies voisines.

### La fédération des Indes occidentales
La fédération des Indes occidentales est créée juridiquement par le Royaume-Uni par le vote du British Caribbean Federation Act en 1956 qui regroupe au sein d'une fédération la plupart de ses possessions dans les Antilles britanniques : les colonies britanniques de Trinité-et-Tobago, de la Barbade, de la Jamaïque, de la fédération des îles-sous-le-Vent britanniques (Leeward Islands) et de la fédération des îles-du-Vent britanniques (Windward Islands). Bien que faisant historiquement partie des Antilles britanniques, les Bahamas, les Bermudes, le Honduras britannique, les îles Vierges britanniques et la Guyane britannique choisissent de ne pas adhérer à cette fédération parce qu'ils pensent alors que leur avenir réside plutôt dans une association avec l'Amérique du Nord (pour les Bahamas et les Bermudes), avec l'Amérique centrale (pour le Honduras britannique), ou avec les îles Vierges américaines (pour les îles Vierges britanniques). La Guyane britannique choisit de ne pas se joindre à la fédération en raison de ses luttes internes et politiques en cours pour l'indépendance vis-à-vis du Royaume-Uni, qui ont commencé dans les années 1950 sous l'influence d'un parti politique aux penchants socialistes, au plus fort de la guerre froide. Elle espérait pouvoir rejoindre la fédération dès que ces problèmes auraient été résolus. 
Cette volonté d'unification de peuples et de nations sous un même éventail n'est pas particulière au Royaume-Uni ; la France, le Portugal, les États-Unis et de nombreuses autres nations tentent de conserver leurs liens historiques.
Le Royaume-Uni prévoit ainsi que la fédération des Indes occidentales devienne bientôt un État unique pleinement indépendant, semblable sous sa forme à la Confédération canadienne, au Commonwealth d’Australie, ou la fédération d'Afrique centrale, et répondant ainsi en une seule fois aux exigences d'indépendance de toutes les colonies de la région.
En 1957, un décret est publié fixant la date de naissance de la fédération au 3 janvier 1958.

### La dissolution
De nombreuses raisons sont avancées pour expliquer la disparition de la fédération. Il s'agit notamment de l'absence totale de soutien populaire local, la concurrence du nationalisme insulaire, la faiblesse du gouvernement fédéral, l'interdiction de la fiscalité fédérale et de la liberté de mouvement, des insuffisances dans la constitution fédérale, des changements fondamentaux apportés à la constitution très tôt dans son existence, des querelles politiques entre les dirigeants influents, la décision des trois politiciens les plus influents de ne pas se présenter aux élections fédérales, la friction entre ces dirigeants et le gouvernement fédéral, la concentration écrasante de la population et des ressources dans les deux plus grandes provinces, la distance géographique et culturelle entre les provinces, l'absence d'histoire de l'administration commune, et l'impact de la période de l'autonomie gouvernementale qui a fait suite au système des colonies de la Couronne.
Cependant, le catalyseur immédiat pour la dissolution de la fédération est le mécontentement de la Jamaïque. En 1961, l'île exprime un certain nombre de motifs d'insatisfaction : elle est assez éloignée de la plupart des autres îles de la fédération situées plusieurs centaines de kilomètres à l'est, sa part de sièges au parlement fédéral est faible par rapport à l'importance de sa population dans la population totale de la fédération, les Jamaïcains se persuadent que les petites îles vident les richesse de la Jamaïque, et beaucoup sont mécontents que Kingston n'ait pas été choisie comme la capitale fédérale. Mais la raison la plus importante de l'insatisfaction est le maintien du statut colonial de la fédération. La Jamaïque a adhéré à la fédération parce que ses dirigeants avaient cru que les Indes occidentales seraient vite indépendantes, mais près de trois ans après la formation de la fédération, ce n'est toujours pas le cas, alors que pendant ce temps, les petites colonies britanniques, comme Chypre et la Sierra Leone y ont accédé. Ainsi, de nombreux Jamaïcains considèrent que leur île pourrait et devrait rechercher sa propre indépendance.
Il y a aussi des problèmes avec la capitale proposée par la fédération, Chaguaramas, qui à cette époque est encore entre les mains des États-Unis qui l'ont louée au Royaume-Uni comme base navale au cours de la Seconde Guerre mondiale. Beaucoup des dirigeants des provinces de la fédération souhaitent cette localité comme capitale. Ainsi, Norman Manley et Eric Williams poussent pour que les États-Unis remettent Chaguaramas à la fédération. Cependant, les États-Unis et le Royaume-Uni étant en désaccord, le Premier ministre de la fédération, Grantley Adams, refuse aux dirigeants provinciaux d'obtenir Chaguaramas. Pour beaucoup de Jamaïcains, la fédération apparaît alors juste comme un moyen d'entraver leur développement et le mouvement vers l'indépendance.
En conséquence, le Parti travailliste de Jamaïque d'Alexander Bustamante (la composante locale du Parti travailliste démocratique des Indes occidentales ou DLP) force Manley à organiser en septembre 1961 un référendum sur la sécession de la Jamaïque de la fédération. Celle-ci est adoptée avec 54 % des voix, malgré l'opposition de Manley, ministre en chef de la province à l'époque. Manley lui-même perd les élections insulaires en avril 1962, et Bustamante devient le premier Premier ministre de la Jamaïque indépendante le 6 août suivant.
Après que la Jamaïque a quitté la fédération, se met en place une tentative de sauver une nouvelle fédération du naufrage de l'ancienne. Cette tentative dépend beaucoup du premier ministre de Trinité-et-Tobago, qui avait déclaré auparavant qu'il voulait une « fédération forte ». Le Premier ministre d'Antigua-et-Barbuda, Vere Birds, répond que sa province ne sera dans une fédération avec Trinité-et-Tobago que comme un partenaire égal, pas comme « un petit Tobago ». Il indique toutefois qu'une fédération forte est acceptable à condition qu'aucune tentative ne soit faite pour créer un État unitaire.
Les négociations sur cette nouvelle fédération commencent en septembre 1961 et il est alors précisé que Trinité-et-Tobago aurait à fournir de 75 à 80 % du budget de la nouvelle fédération. Aussi, même si Trinité-et-Tobago représente désormais 60 % de la population de la fédération restante, les propositions à l'étude lui donnent moins de la moitié des sièges au parlement.
En novembre, Eric Williams indique qu'il est maintenant en faveur de l'idée d'un État unitaire. À défaut, il est résolu à mener Trinité-et-Tobago à l'indépendance. En cela, il est soutenu par sa réélection en tant que chef du gouvernement trinidadien le 4 décembre 1961. Le Premier ministre de la Barbade, Errol Barrow, rencontre Williams en décembre 1961, mais ne réussit pas à le persuader de garder Trinité-et-Tobago dans la fédération.
Le 14 janvier 1962, le Mouvement national populaire (le composant trinidadien du WIFLP dirigé par Williams) fait adopter au parlement une résolution rejetant toute nouvelle implication dans la fédération sans la Jamaïque. Williams lui-même déclare que « lorsque l'un des dix part, il ne reste rien », en d'autres termes, sans la Jamaïque, il n'y a pas de fédération possible. L'État de Trinité-et-Tobago devient indépendant le 31 août 1962.
Sans la Jamaïque et Trinité-et-Tobago, les « Huit petits » tentent de sauver une certaine forme de fédération des Indes occidentales, cette fois centrée sur la Barbade. Toutefois, les négociations se révèlent finalement infructueuses. Sans ses deux plus grandes provinces, la fédération est vouée à l'insolvabilité financière. De plus, la Barbade refuse d'assumer seule le fardeau financier, cependant qu'Antigua-et-Barbuda et la Grenade commencent à envisager l'idée de fusionner respectivement avec la Jamaïque et Trinité-et-Tobago.
La fédération des Indes occidentales est légalement dissoute le 31 mai 1962 par le West Indies Act voté par le Parlement du Royaume-Uni, sans qu'elle n'ait jamais obtenu la pleine souveraineté, soit comme royaume du Commonwealth, soit comme république au sein du Commonwealth. Les huit petites provinces restantes de la défunte fédération redeviennent des colonies britanniques distinctes supervisées directement de Londres, qui s'associent en 1965 au sein de l'organisation régionale de l'Association de libre-échange des Caraïbes, et dont la plupart deviennent indépendantes par la suite.

## Administration

### Statut juridique
La fédération des Indes occidentales était une colonie britannique bénéficiant d'une autonomie interne ayant la forme d'un État fédéral constitué de dix provinces, elles-mêmes toutes possessions coloniales britanniques.

### Gouvernement
Comme pour toutes les colonies britanniques de l'époque, la reine Élisabeth II en est le chef de l'État, et le gouvernement britannique investi de l'autorité législative pour les affaires administratives, militaires et fiscales. Son représentant, Patrick Buchan-Hepburn, 1er Baron Hailes, reçoit le titre de gouverneur général plutôt que celui de gouverneur, plus typique pour une colonie britannique. Ce titre reflète le caractère fédéral de l'État et indique que la fédération est en voie de devenir indépendante. Le gouverneur général est investi de tous les pouvoirs du gouvernement britannique pour opposer son veto à toute loi adoptée par la fédération.
Le gouvernement (pouvoir exécutif) prend la forme d'un Conseil d'État et non d'un cabinet. Il est présidé par le gouverneur général et comprend le Premier ministre et dix autres responsables.
Membres du Conseil d'État :
- Premier ministre : Sir Grantley Adams (Barbade)
- vice-Premier ministre et ministre du Commerce et de l'Industrie: C.G.D. La Corbinière
- ministre des Finances : Robert Bradshaw (Saint-Christophe-Niévès-Anguilla)
- ministre des Communications et des Travaux publics : W.A. Rose
- ministre des Ressources naturelles et de l'agriculture : F.B. Ricketts
- ministre du Travail et des Affaires sociales: Phyllis Byam Shand Allfrey (Dominique)
- ministres sans portefeuille : N.H. Richards, V.B. Vaughn, A.G.R. Byfield (Jamaïque), J.W. Liburd, J.L. Charles.

### Parlement
Le Parlement fédéral est bicaméral, composé d'un Sénat nommé et d'une Chambre des représentants élue par le peuple.
Le Sénat est composé de dix-neuf membres. Ces membres sont nommés par le gouverneur général, après consultation des gouvernements respectifs de chaque province. Deux membres représentent chaque province (un seul pour Montserrat).
La Chambre des représentants compte 45 élus, dont dix-sept sièges pour la Jamaïque, dix pour Trinité-et-Tobago, cinq pour la Barbade, un pour Montserrat et deux sièges pour chacune des autres îles.
Contrairement à d'autres systèmes de Westminster avec un premier ministre, le premier ministre de la Fédération des Indes occidentales ne peut pas dissoudre le Parlement.

#### Élections fédérales de 1958
En préparation pour les premières élections fédérales, deux partis de l'ensemble de la fédération s'organisent en confédération de partis politiques locaux. Les deux confédérations sont organisées par des politiciens jamaïcains : le Parti travailliste fédéral des Indes occidentales (WIFLP) de Norman Manley, et le Parti travailliste démocratique (DLP) d'Alexander Bustamante. En termes généraux, le WIFLP est composé des partis urbains dans toute la fédération, tandis que le DLP est composé des partis en milieu rural. Un troisième petit parti, le Parti démocratique fédéral est fondée en novembre 1957 par un groupe de Trinidadiens, bien qu'il n'ait remporté aucun siège.
Les programmes des deux grands partis fédéraux sont semblables à bien des égards. Ils préconisent tous deux de maintenir et de renforcer les liens avec le Royaume-Uni, les États-Unis et le Canada, pays avec lesquels les îles ont de forts liens culturels et économiques, d'encourager et de développer le tourisme, de travailler à l'entrée de la Guyane britannique et du Honduras britannique dans la fédération et d'obtenir des prêts, une aide financière et une assistance technique. Malgré ces similitudes, il existe des différences. Le WIFLP préconise l'encouragement de l'agriculture, alors que le DLP promet un climat favorable à l'industrie privée, du travail et le développement des ressources humaines et économiques. Contrairement au DLP, le WIFLP promet d'encourager les Bahamas (en plus de la Guyane britannique et du Honduras britannique) à se joindre à la fédération. Le WIFLP fait également campagne pour établir une banque centrale pour l'extension des ressources de crédit et préconise une société socialiste démocratique et l'autonomie interne complète pour tous les territoires de la fédération, tout en évitant les problèmes de liberté de mouvement et une union douanière. Le DLP ne dit rien à propos de l'autonomie interne complète, attaque le socialisme, veut éviter une fiscalité élevée (au moyen de prêts et de l'aide technique) et insiste sur l'unité des Antilles, la liberté de culte et d'expression, et l'encouragement des syndicats.
Les élections fédérales ont lieu le 25 mars 1958 et le WIFLP remporte l'élection avec 26 sièges à la Chambre des représentants, tandis que le DLP en gagne 19. La majeure partie des sièges du WIFLP viennent des îles les plus petites, tandis que le DLP est majoritaire à la Jamaïque et Trinité-et-Tobago. Le DLP remporte 11 des sièges de la Jamaïque et 6 des sièges de Trinité-et-Tobago. Lors de la nomination au Sénat, le gouverneur général, Lord Hailes, se rend compte que seul le gouvernement de l'île de Saint-Vincent est contrôlé par le DLP et que par conséquent, le Sénat allait être pro WIFLP de façon disproportionnée. Dans une décision controversée, il contacte les groupes de l'opposition DLP à la Jamaïque et à Trinité-et-Tobago et nomme un sénateur DLP de chacune de ces îles. Ainsi, le Sénat se compose d'un total de 15 membres WIFLP et 4 membres DLP.
Le chef du WIFLP, Sir Grantley Adams, de la Barbade, devient Premier ministre. Ce choix est révélateur des problèmes auxquels la fédération va devoir faire face. En effet, le leader naturel du WIFLP est Norman Manley, le Premier ministre de la Jamaïque, et le choix logique suivant est Eric Williams, Premier ministre de Trinité-et-Tobago. Toutefois, aucun d'eux ne conteste ce choix, préférant garder le contrôle sur leurs bases de pouvoir respectives que sont leurs îles. Cela suggère que les dirigeants des deux plus importantes provinces ne considèrent pas la fédération comme viable. De même, Alexander Bustamante, le fondateur jamaïcain du DLP, refuse également de contester l'élection fédérale, laissant la direction du parti au Trinidadien Ashford Sinanan. L'absence des dirigeants politiques jamaïcains de tout rôle au niveau fédéral sape d'emblée l'unité de la fédération.

### Provinces de la fédération
Les colonies ou territoires suivant composent les dix provinces de la fédération :
| \| Jamaïque Antigua-et-Barbuda Dominique Barbade Trinité-et-Tobago Sainte-Lucie Saint-Vincent Grenade Montserrat Îles Caïmans · (Jamaïque) · Îles Turques-et-Caïques · (Jamaïque) · Saint-Christophe-Niévès · Anguilla \| |
| Jamaïque Antigua-et-Barbuda Dominique Barbade Trinité-et-Tobago Sainte-Lucie Saint-Vincent Grenade Montserrat Îles Caïmans · (Jamaïque) · Îles Turques-et-Caïques · (Jamaïque) · Saint-Christophe-Niévès · Anguilla       |

| Drapeau | Province                           | Capitale       | Population | Surface (km2) |
| ------- | ---------------------------------- | -------------- | ---------- | ------------- |
|         | Antigua-et-Barbuda                 | Saint John's   | 57 000     | 440           |
|         | Barbade                            | Bridgetown     | 234 000    | 431           |
|         | Îles Caïmans (Jamaïque)            | George Town    | 9 000      | 264           |
|         | Dominique                          | Roseau         | 61 000     | 750           |
|         | Grenade                            | Saint-Georges  | 91 000     | 344           |
|         | Jamaïque                           | Kingston       | 1 660 000  | 10 991        |
|         | Montserrat                         | Plymouth       | 13 000     | 102           |
|         | Saint Christophe-Niévès-Anguilla   | Basseterre     | 55 600     | 351           |
|         | Sainte-Lucie                       | Castries       | 95 000     | 616           |
|         | Saint-Vincent-et-les-Grenadines    | Kingstown      | 83 000     | 389           |
|         | Trinité-et-Tobago                  | Port-d'Espagne | 900 000    | 5 131         |
|         | Îles Turques-et-Caïques (Jamaïque) | Cockburn Town  | 6 000      | 430           |
|         | Fédération des Indes occidentales  | Chaguaramas    | 3 264 600  | 20 239 km2    |

### Capitale
Lors du choix de la capitale de la fédération, trois provinces se proposent en tant qu'hôtes : la Jamaïque, la Barbade et Trinité-et-Tobago. Au cours des négociations fédérales, l'opinion générale est plutôt d'installer la capitale dans l'une des plus petites îles de la fédération afin qu'elle soit ainsi dans une position plus neutre vis-à-vis des territoires plus grands et qu'elle soit l'occasion d'injecter un peu d'argent dans un des pays pauvres (à l'époque). À cette fin, la Grenade est provisoirement sélectionnée comme la colonie membre la plus à même d'accueillir la capitale, mais ce choix est finalement abandonné après des protestations de certaines des parties impliquées. Lors de la Conférence de Londres, les petites îles sont exclues de l'examen et le choix se porte sur Chaguaramas à Trinité-et-Tobago, situé à quelques kilomètres à l'ouest de Port-d'Espagne. Mais le site faisant partie d'une base navale des États-Unis, Port-d'Espagne sert de facto de capitale fédérale pendant toute la durée d'existence de la fédération.

### Services gouvernementaux
La fédération possédait un certain nombre de structures fédérales considérées comme des services communs à l'ensemble de la fédération :
- service d'expédition fédéral
- Cour suprême fédérale
- université des Indes occidentales
- service météorologique des Antilles
- régiment des Indes occidentales

Les services consultatifs de la fédération incluaient :
- agriculture
- aviation civile
- éducation
- pêche
- forêt
- bétail
- services maritimes
- commerce
- médecine
- services postaux
- télécommunications

## Population
La population totale de la fédération des Indes occidentales était comprise entre 3 et 4 millions de personnes, dont la majorité est d'origine noire ouest-africaine. Les minorités incluent les Indiens du sous-continent (appelés Indiens), les Européens, les Chinois et les Caraïbes. Il y a aussi une importante population d'origine mixte (principalement des mulâtres, mais aussi des afro-indiens, euro-indiens et mixtes chinois).

## Religion
En termes de religion, la plupart de la population est anglicane, avec un nombre important de catholiques et certains hindous et musulmans (dans les deux cas, presque exclusivement de la population indienne).